# 青春鬥
，是2014年上映的一部香港青春校園喜劇電影，由邱禮濤執導，吳千語、徐正曦、盛君、張楚楚及林德信領銜主演。於2014年12月4日和12月11日在香港和中國大陸上映。

## 劇情
富家女芷程（吳千語飾）因為父親工作的關係轉學到南斗學院並重遇多年不見的表哥志堅（林德信飾）及認識了和她同一宿舍的奇怪姑娘美雲（張楚楚飾）。新學校校規嚴格，都與昔日芷程自由的校園生活大相徑庭，也而令散漫慣了的芷程度日如年。一次偶然的機會，芷程結識了校草、武術隊的大師兄文安（徐正曦飾）並對他一見鍾情。芷程為了追求文安加入了武術隊，不僅要面對文安的不解風情、“情敵”大師姐鐵嵐（盛君飾）的刁難，還要挑戰武術隊的重重難關。一場充滿了青春的熱血與激情，啼笑皆非笑料百出的嬌蠻暴力美少女求愛記因此即將熱鬧上演。

## 演員表
| 演員   | 角色 | 介紹                             |
| 吳千語 | 芷程 | 出身豪門、為人粗枝大葉又自我中心 |
| 盛 君  | 鐵嵐 | 武術團大師姐、校花               |
| 徐正曦 | 文安 | 武術團大師兄、校草               |
| 張楚楚 | 美雲 | 芷程室友                         |
| 林德信 | 志堅 | 芷程表哥                         |

## 製作
本劇於2014年7月6日正式開鏡，拍攝周期為一個多月，於8月17日殺青。主要在香港拍攝，也曾在東莞塘厦和深圳外國語學校取景。